# جيآزولين
جيآزولين هو هيدروكربون عطري متعدد الحلقات من مشتقات الآزولين له الصيغة الكيميائية C15H18؛ ويكون على شكل بلورات زرقاء داكنة اللون.
ينتمي المركب إلى مجموعة مركبات سيسكويتربين؛ ويشتق اسمه من نبتة جياك ومن الآزولين.

## الوفرة الطبيعية

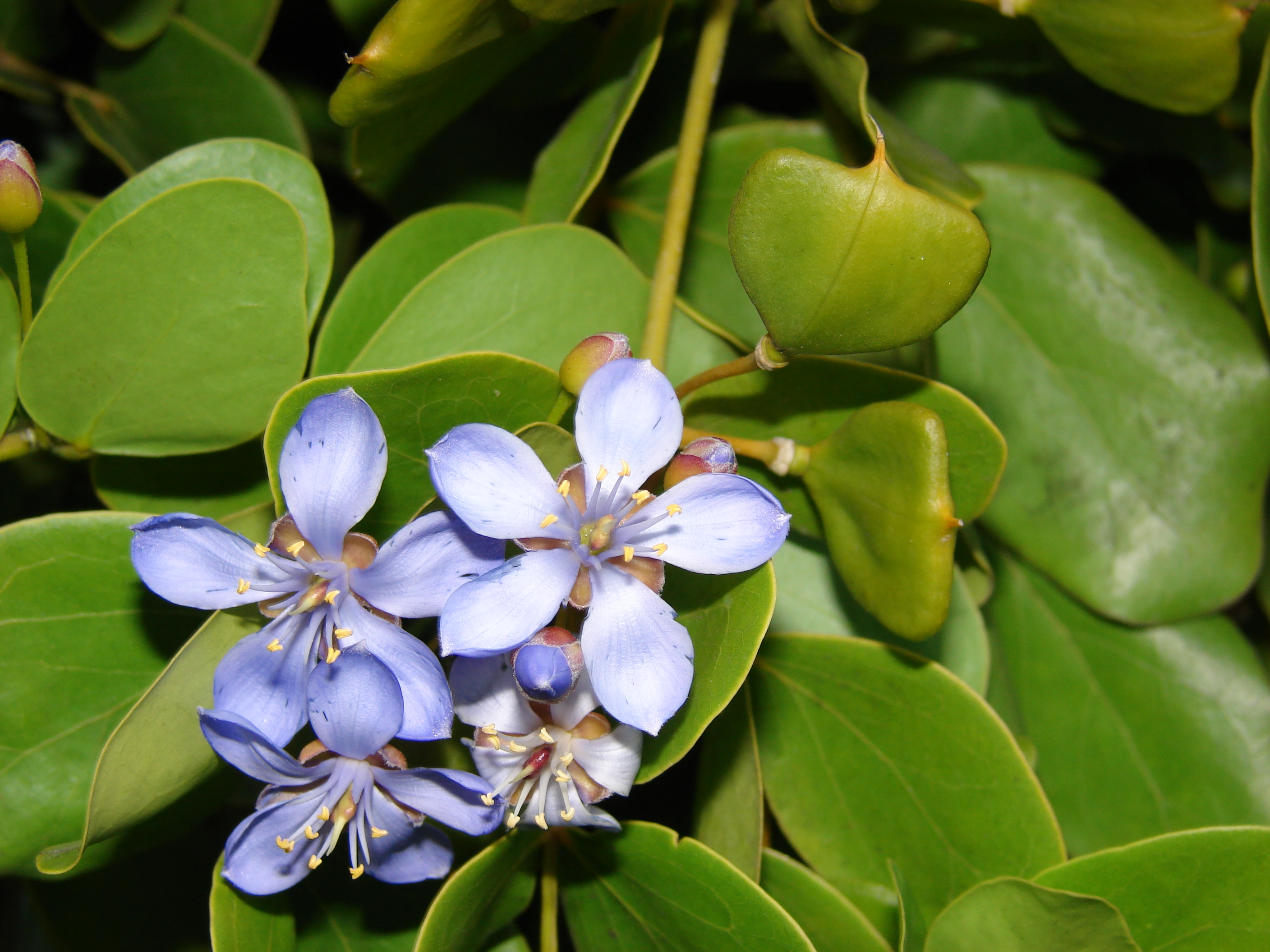
يحوي الويت العطري لنبات الجياك على مركب جيآزولين

يوجد مركب جيآزولين طبيعياً في الزيت العطري المستخلص من الجياك والبابونج الألماني.
كما يعثر عليه كحضاب في بعض أنواع المرجان الطري Alcyonacea.

## الخواص
يوجد المركب على شكل بلورات زرقاء اللون، وهي صعبة الانحلال في الماء (فقط 600 ميكروغرام في الليتر)؛ ولكنها تنحل بشكل جيد في الإيثانول والإيثر الإيثيلي وأسيتات الإيثيل.
يبدي المركب بعض الخواص العلاجية، إذ يعد من مضادات الالتهاب الطبيعية؛ ولكن مدى تأثيرها موضع نقاش.

## الاستخدامات
يستخدم مركب جيآزولين كحضاب في صناعة مستحضرات التجميل وفي مستحضرات العناية بالبشرة.